# 一鵬斎藤よし
一鵬斎 藤よし（いっぽうさい ふじよし、生没年不詳）とは、江戸時代の浮世絵師。

## 来歴
歌川芳藤の門人かといわれる。俗名不明、一鵬斎と号す。作画期は元治から明治の頃にかけてで、灯籠絵などの玩具絵のほか双六絵、有卦絵の作を残している。

## 作品
- 「七福即生開運有卦に入木」　大判錦絵　※元治元年（1864年）
- 「きりこ組上とおろう」　大判錦絵　※慶応元年（1865年）、龍宮城の図
- 「金性の人様うけに入る」　大判錦絵　※慶応3年、お多福の図
- 「清元梅の春寿古六」　※双六絵